# KNVB Beker 2022/23 (mannen)
De KNVB Beker 2022/23, om sponsorredenen officieel de TOTO KNVB Beker genoemd, is de 105e editie van het toernooi om de KNVB Beker. PSV won het toernooi voor een tweede jaar op rij door wederom Ajax te verslaan in de finale, met een penaltyserie. PSV kreeg daarmee een ticket voor de play-off ronde voor de Europa League. Grote verrassing van dit toernooi was SV Spakenburg. De amateurvereniging uit Spakenburg wist het tot de halve finale te schoppen. In de halve finale verloor SV Spakenburg van de uiteindelijke bekerwinnaar PSV.

## Speeldata
| Ronde                    | Loting            | Speeldata                        |
| ------------------------ | ----------------- | -------------------------------- |
| Eerste kwalificatieronde | 19 juli 2022      | 13 augustus 2022                 |
| Tweede kwalificatieronde | 16 augustus 2022  | 20 en 21 september 2022          |
| Eerste ronde             | 23 september 2022 | 18, 19 en 20 oktober 2022        |
| Tweede ronde             | 22 oktober 2022   | 10, 11 en 12 januari 2023        |
| Achtste finales          | 14 januari 2023   | 7, 8 en 9 februari 2023          |
| Kwartfinales             | 11 februari 2023  | 28 februari en 1 en 2 maart 2023 |
| Halve finales            | 4 maart 2023      | 4 en 5 april 2023                |
| Finale                   | 4 maart 2023      | 30 april 2023                    |

## Wedstrijden

### Kwalificatierondes
De loting voor de eerste kwalificatieronde werd op 19 juli 2022 verricht via een online Teams-meeting waarvoor enkel genodigden zich konden aanmelden.

#### Eerste kwalificatieronde
Voor de eerste kwalificatieronde waren de 36 amateurverenigingen uit de Derde Divisie Zaterdag en Zondag geplaatst. Door middel van loting werden 24 clubs vrijgeloot voor deze ronde. De overige 12 clubs strijden om zes plekken in de Tweede kwalificatieronde. Alle wedstrijden werden gespeeld op zaterdag 13 augustus 2022.
|                            |                     |               |                                    |                                                                                      |
| 13 augustus 2022 17:00 uur | JOS Watergraafsmeer | 1 – 3 (0 – 2) | HSV Hoek                           | Stadion: Sportpark Drieburg, Amsterdam Toeschouwers: 125 Scheidsrechter: T. Dogterom |
| 13 augustus 2022 17:00 uur | Richard 72'         |               | 10', 21' Schalkwijk 90+4' Delannoy | Stadion: Sportpark Drieburg, Amsterdam Toeschouwers: 125 Scheidsrechter: T. Dogterom |
| 13 augustus 2022 17:00 uur |                     |               |                                    | Stadion: Sportpark Drieburg, Amsterdam Toeschouwers: 125 Scheidsrechter: T. Dogterom |
| 13 augustus 2022 17:00 uur |                     |               |                                    | Stadion: Sportpark Drieburg, Amsterdam Toeschouwers: 125 Scheidsrechter: T. Dogterom |
|                            |                     |               |                                    |                                                                                      |

|                            |                                                                   |               |                                |                                                                                     |
| 13 augustus 2022 17:00 uur | Hercules                                                          | 5 – 1 (2 – 1) | Ter Leede                      | Stadion: Sportpark Voordorp, Utrecht Toeschouwers: 150 Scheidsrechter: M. de Bruijn |
| 13 augustus 2022 17:00 uur | Lahri 16', 45+3' Waterink 33' (pen.) Benschop 63', 76' Homoet 71' |               | 23' Van der Weijden 45' Arroyo | Stadion: Sportpark Voordorp, Utrecht Toeschouwers: 150 Scheidsrechter: M. de Bruijn |
| 13 augustus 2022 17:00 uur |                                                                   |               |                                | Stadion: Sportpark Voordorp, Utrecht Toeschouwers: 150 Scheidsrechter: M. de Bruijn |
| 13 augustus 2022 17:00 uur |                                                                   |               |                                | Stadion: Sportpark Voordorp, Utrecht Toeschouwers: 150 Scheidsrechter: M. de Bruijn |
|                            |                                                                   |               |                                |                                                                                     |

|                            |                     |               |             |                                                                                          |
| 13 augustus 2022 17:00 uur | Groene Ster         | 2 – 0 (0 – 0) | Barendrecht | Stadion: Sportpark Pronsenbroek, Heerlen Toeschouwers: 200 Scheidsrechter: B. van Kommer |
| 13 augustus 2022 17:00 uur | Simons 54' Eind 78' |               |             | Stadion: Sportpark Pronsenbroek, Heerlen Toeschouwers: 200 Scheidsrechter: B. van Kommer |
| 13 augustus 2022 17:00 uur |                     |               |             | Stadion: Sportpark Pronsenbroek, Heerlen Toeschouwers: 200 Scheidsrechter: B. van Kommer |
| 13 augustus 2022 17:00 uur |                     |               |             | Stadion: Sportpark Pronsenbroek, Heerlen Toeschouwers: 200 Scheidsrechter: B. van Kommer |
|                            |                     |               |             |                                                                                          |

|                            |              |               |                         |                                                                                                  |
| 13 augustus 2022 17:00 uur | OJC Rosmalen | 1 – 2 (0 – 1) | Sportlust '46           | Stadion: Sportpark De Groote Wielen, Rosmalen Toeschouwers: 150 Scheidsrechter: S. van Zuilichem |
| 13 augustus 2022 17:00 uur | Knuiman 72'  |               | 11' Berkvens 48' Jansen | Stadion: Sportpark De Groote Wielen, Rosmalen Toeschouwers: 150 Scheidsrechter: S. van Zuilichem |
| 13 augustus 2022 17:00 uur |              |               |                         | Stadion: Sportpark De Groote Wielen, Rosmalen Toeschouwers: 150 Scheidsrechter: S. van Zuilichem |
| 13 augustus 2022 17:00 uur |              |               |                         | Stadion: Sportpark De Groote Wielen, Rosmalen Toeschouwers: 150 Scheidsrechter: S. van Zuilichem |
|                            |              |               |                         |                                                                                                  |

|                            |                               |               |         |                                                                                             |
| 13 augustus 2022 17:00 uur | Staphorst                     | 3 – 0 (1 – 0) | SV TOGB | Stadion: Sportpark Het Noorderslag, Staphorst Toeschouwers: 250 Scheidsrechter: G. Stegeman |
| 13 augustus 2022 17:00 uur | Schra 7', 47' Luchtenberg 89' |               |         | Stadion: Sportpark Het Noorderslag, Staphorst Toeschouwers: 250 Scheidsrechter: G. Stegeman |
| 13 augustus 2022 17:00 uur |                               |               |         | Stadion: Sportpark Het Noorderslag, Staphorst Toeschouwers: 250 Scheidsrechter: G. Stegeman |
| 13 augustus 2022 17:00 uur |                               |               |         | Stadion: Sportpark Het Noorderslag, Staphorst Toeschouwers: 250 Scheidsrechter: G. Stegeman |
|                            |                               |               |         |                                                                                             |

|                            |                                       |                             |                                                             |                                                                                         |
| 13 augustus 2022 19:00 uur | ADO '20                               | 4 – 3 (3 – 3, 1 – 1) (n.v.) | VVOG                                                        | Stadion: Sportpark De Vlotter, Heemskerk Toeschouwers: 200 Scheidsrechter: P. Henshuijs |
| 13 augustus 2022 19:00 uur | Zonneveld 8', 90+8', 116' Mazreku 49' |                             | 24' Hoogedoorn 85' Zwart 90+3' De Graaf 112', 113' Snijders | Stadion: Sportpark De Vlotter, Heemskerk Toeschouwers: 200 Scheidsrechter: P. Henshuijs |
| 13 augustus 2022 19:00 uur |                                       |                             |                                                             | Stadion: Sportpark De Vlotter, Heemskerk Toeschouwers: 200 Scheidsrechter: P. Henshuijs |
| 13 augustus 2022 19:00 uur |                                       |                             |                                                             | Stadion: Sportpark De Vlotter, Heemskerk Toeschouwers: 200 Scheidsrechter: P. Henshuijs |
|                            |                                       |                             |                                                             |                                                                                         |

#### Tweede kwalificatieronde
Aan de Tweede kwalificatieronde namen in totaal 42 amateurverenigingen deel. De loting was op 16 augustus 2022 verricht door Jesse Buitenhuis, een speler van Sparta Nijkerk, op het bondsbureau van de KNVB in Zeist. In de pot zaten 6 winnaars uit de eerste kwalificatieronde, de 24 vrijgelote teams vanuit die kwalificatieronde en 12 teams vanuit de Tweede divisie. Daarbij was er sprake van een vrije loting. Dat wil zeggen dat alle 42 teams aan elkaar gekoppeld konden worden, ongeacht de competitie waarin zij uitkomen. De speeldata in de tweede kwalificatieronde waren 20 en 21 september. De winnaars van de 21 wedstrijden in deze tweede kwalificatieronde plaatsten zich voor de eerste ronde en daarmee voor het hoofdtoernooi van de KNVB Beker.
|                             |              |               |                      |                                                                                               |
| 20 september 2022 20:00 uur | ASWH         | 1 – 2 (0 – 1) | Kozakken Boys        | Stadion: Sportpark Schildman, Hendrik-Ido-Ambacht Toeschouwers: 850 Scheidsrechter: Vereijken |
| 20 september 2022 20:00 uur | Robinson 49' |               | 17' Stout 67' Hutten | Stadion: Sportpark Schildman, Hendrik-Ido-Ambacht Toeschouwers: 850 Scheidsrechter: Vereijken |
| 20 september 2022 20:00 uur |              |               |                      | Stadion: Sportpark Schildman, Hendrik-Ido-Ambacht Toeschouwers: 850 Scheidsrechter: Vereijken |
| 20 september 2022 20:00 uur |              |               |                      | Stadion: Sportpark Schildman, Hendrik-Ido-Ambacht Toeschouwers: 850 Scheidsrechter: Vereijken |
|                             |              |               |                      |                                                                                               |

|                             |                                       |               |           |                                                                             |
| 20 september 2022 20:00 uur | De Treffers                           | 3 – 1 (2 – 0) | Noordwijk | Stadion: Sportpark Zuid, Groesbeek Toeschouwers: 400 Scheidsrechter: Timmer |
| 20 september 2022 20:00 uur | Thomassen 9', 54' Rietveld 30' (e.d.) |               | 70' Wendt | Stadion: Sportpark Zuid, Groesbeek Toeschouwers: 400 Scheidsrechter: Timmer |
| 20 september 2022 20:00 uur |                                       |               |           | Stadion: Sportpark Zuid, Groesbeek Toeschouwers: 400 Scheidsrechter: Timmer |
| 20 september 2022 20:00 uur |                                       |               |           | Stadion: Sportpark Zuid, Groesbeek Toeschouwers: 400 Scheidsrechter: Timmer |
|                             |                                       |               |           |                                                                             |

|                             |      |                    |               |                                                                               |
| 20 september 2022 20:00 uur | DOVO | 0 – 1 (0 – 1)      | SV Spakenburg | Stadion: Sportpark Panhuis, Veenendaal Toeschouwers: 850 Scheidsrechter: Puts |
| 20 september 2022 20:00 uur |      | 30' Van der Linden |               | Stadion: Sportpark Panhuis, Veenendaal Toeschouwers: 850 Scheidsrechter: Puts |
| 20 september 2022 20:00 uur |      |                    |               | Stadion: Sportpark Panhuis, Veenendaal Toeschouwers: 850 Scheidsrechter: Puts |
| 20 september 2022 20:00 uur |      |                    |               | Stadion: Sportpark Panhuis, Veenendaal Toeschouwers: 850 Scheidsrechter: Puts |
|                             |      |                    |               |                                                                               |

|                             |          |                                          |                |                                                                                   |
| 20 september 2022 20:00 uur | FC Lisse | 0 – 3 (0 – 1)                            | DVS '33 Ermelo | Stadion: Sportpark Ter Specke, Lisse Toeschouwers: 400 Scheidsrechter: W. Wiersma |
| 20 september 2022 20:00 uur |          | 7' Van Wetering 79' Nijland 81' Van Dijk |                | Stadion: Sportpark Ter Specke, Lisse Toeschouwers: 400 Scheidsrechter: W. Wiersma |
| 20 september 2022 20:00 uur |          |                                          |                | Stadion: Sportpark Ter Specke, Lisse Toeschouwers: 400 Scheidsrechter: W. Wiersma |
| 20 september 2022 20:00 uur |          |                                          |                | Stadion: Sportpark Ter Specke, Lisse Toeschouwers: 400 Scheidsrechter: W. Wiersma |
|                             |          |                                          |                |                                                                                   |

|                             |               |               |     |                                                                                    |
| 20 september 2022 20:00 uur | FC Rijnvogels | 1 – 0 (1 – 0) | ACV | Stadion: Sportpark De Kooltuin, Katwijk Toeschouwers: 500 Scheidsrechter: Rozendal |
| 20 september 2022 20:00 uur | Rutgers 44'   |               |     | Stadion: Sportpark De Kooltuin, Katwijk Toeschouwers: 500 Scheidsrechter: Rozendal |
| 20 september 2022 20:00 uur |               |               |     | Stadion: Sportpark De Kooltuin, Katwijk Toeschouwers: 500 Scheidsrechter: Rozendal |
| 20 september 2022 20:00 uur |               |               |     | Stadion: Sportpark De Kooltuin, Katwijk Toeschouwers: 500 Scheidsrechter: Rozendal |
|                             |               |               |     |                                                                                    |

|                             |                                                                       |                                        |                                                                          |                                                                                   |
| 20 september 2022 20:00 uur | IJsselmeervogels                                                      | 0 – 0 (0 – 0, 0 – 0) (n.v.) 5 – 6 pen. | HSV Hoek                                                                 | Stadion: Sportpark De Westmaat, Spakenburg Toeschouwers: 750 Scheidsrechter: Smit |
| 20 september 2022 20:00 uur |                                                                       |                                        |                                                                          | Stadion: Sportpark De Westmaat, Spakenburg Toeschouwers: 750 Scheidsrechter: Smit |
| 20 september 2022 20:00 uur | Strafschoppen                                                         |                                        |                                                                          | Stadion: Sportpark De Westmaat, Spakenburg Toeschouwers: 750 Scheidsrechter: Smit |
| 20 september 2022 20:00 uur | Van de Laar Tadmine Haian Ruizendaal Ibrahim Westerman Willems Ramdas |                                        | Impens Vermeire Jabar Zada Embrechts Knipping Delannoy Zutterman Martens | Stadion: Sportpark De Westmaat, Spakenburg Toeschouwers: 750 Scheidsrechter: Smit |
|                             |                                                                       |                                        |                                                                          |                                                                                   |

|                             |             |               |                            |                                                                                |
| 20 september 2022 20:00 uur | Quick Boys  | 1 – 2 (1 – 0) | Sportlust '46              | Stadion: Sportpark Nieuw Zuid, Katwijk Toeschouwers: 1.000 Scheidsrechter: Vos |
| 20 september 2022 20:00 uur | Franken 25' |               | 58' Al Mahdi 90+3' Bendadi | Stadion: Sportpark Nieuw Zuid, Katwijk Toeschouwers: 1.000 Scheidsrechter: Vos |
| 20 september 2022 20:00 uur |             |               |                            | Stadion: Sportpark Nieuw Zuid, Katwijk Toeschouwers: 1.000 Scheidsrechter: Vos |
| 20 september 2022 20:00 uur |             |               |                            | Stadion: Sportpark Nieuw Zuid, Katwijk Toeschouwers: 1.000 Scheidsrechter: Vos |
|                             |             |               |                            |                                                                                |

|                             |                                                     |                                        |                                                |                                                                                     |
| 20 september 2022 20:00 uur | Scheveningen                                        | 1 – 1 (1 – 1, 1 – 1) (n.v.) 4 – 5 pen. | Harkemase Boys                                 | Stadion: Sportpark Houtrust, Den Haag Toeschouwers: 250 Scheidsrechter: Eijgelsheim |
| 20 september 2022 20:00 uur | De Niet 19'                                         |                                        | 5' Beimers                                     | Stadion: Sportpark Houtrust, Den Haag Toeschouwers: 250 Scheidsrechter: Eijgelsheim |
| 20 september 2022 20:00 uur | Strafschoppen                                       |                                        |                                                | Stadion: Sportpark Houtrust, Den Haag Toeschouwers: 250 Scheidsrechter: Eijgelsheim |
| 20 september 2022 20:00 uur | Immers Van Breukelen Brute De Jonge Peters Van Eijk |                                        | Voest Adams Hazewinkel Achuna Hoekstra Beimers | Stadion: Sportpark Houtrust, Den Haag Toeschouwers: 250 Scheidsrechter: Eijgelsheim |
|                             |                                                     |                                        |                                                |                                                                                     |

|                             |                                     |               |      |                                                                                         |
| 21 september 2022 20:00 uur | ADO '20                             | 3 – 0 (2 – 0) | VVSB | Stadion: Sportpark de Vlotter, Heemskerk Toeschouwers: 600 Scheidsrechter: F. Lodeweegs |
| 21 september 2022 20:00 uur | Zonneveld 3' Tesselaar 30' Lute 90' |               |      | Stadion: Sportpark de Vlotter, Heemskerk Toeschouwers: 600 Scheidsrechter: F. Lodeweegs |
| 21 september 2022 20:00 uur |                                     |               |      | Stadion: Sportpark de Vlotter, Heemskerk Toeschouwers: 600 Scheidsrechter: F. Lodeweegs |
| 21 september 2022 20:00 uur |                                     |               |      | Stadion: Sportpark de Vlotter, Heemskerk Toeschouwers: 600 Scheidsrechter: F. Lodeweegs |
|                             |                                     |               |      |                                                                                         |

|                             |                                                |                                        |                                                        |                                                                                         |
| 21 september 2022 20:00 uur | AFC                                            | 4 – 4 (4 – 4, 2 – 1) (n.v.) 4 – 5 pen. | VV Staphorst                                           | Stadion: Sportpark Goed Genoeg, Amsterdam Toeschouwers: 300 Scheidsrechter: T. Hardeman |
| 21 september 2022 20:00 uur | Visser 6' Ignacio 13' Jesse 53' De Mooij 90+3' |                                        | 26' Haanstra 51' Duit 58' Schra 61' Quispel 80' Zwiers | Stadion: Sportpark Goed Genoeg, Amsterdam Toeschouwers: 300 Scheidsrechter: T. Hardeman |
| 21 september 2022 20:00 uur | Strafschoppen                                  |                                        |                                                        | Stadion: Sportpark Goed Genoeg, Amsterdam Toeschouwers: 300 Scheidsrechter: T. Hardeman |
| 21 september 2022 20:00 uur | Platje Hoek Siali De Mooij Dalian Maatsen      |                                        | Van 't Ende Rietman Duit Engbers Luchtenberg           | Stadion: Sportpark Goed Genoeg, Amsterdam Toeschouwers: 300 Scheidsrechter: T. Hardeman |
|                             |                                                |                                        |                                                        |                                                                                         |

|                             |                                                                      |               |         |                                                                                              |
| 21 september 2022 20:00 uur | Blauw Geel '38                                                       | 4 – 0 (1 – 0) | Baronie | Stadion: Prins Willem Alexander Sportpark, Veghel Toeschouwers: 250 Scheidsrechter: R. Sturm |
| 21 september 2022 20:00 uur | De Meij 6' Loermans 74' Van der Zanden 81' B. van den Nieuwenhof 88' |               |         | Stadion: Prins Willem Alexander Sportpark, Veghel Toeschouwers: 250 Scheidsrechter: R. Sturm |
| 21 september 2022 20:00 uur |                                                                      |               |         | Stadion: Prins Willem Alexander Sportpark, Veghel Toeschouwers: 250 Scheidsrechter: R. Sturm |
| 21 september 2022 20:00 uur |                                                                      |               |         | Stadion: Prins Willem Alexander Sportpark, Veghel Toeschouwers: 250 Scheidsrechter: R. Sturm |
|                             |                                                                      |               |         |                                                                                              |

|                             |                     |               |                       |                                                                                         |
| 21 september 2022 20:00 uur | Excelsior Maassluis | 1 – 2 (1 – 1) | USV Hercules          | Stadion: Sportpark Dijkpolder, Maassluis Toeschouwers: 300 Scheidsrechter: M. de Bruijn |
| 21 september 2022 20:00 uur | El Baad 14'         |               | 18' Kuin 82' Waterink | Stadion: Sportpark Dijkpolder, Maassluis Toeschouwers: 300 Scheidsrechter: M. de Bruijn |
| 21 september 2022 20:00 uur |                     |               |                       | Stadion: Sportpark Dijkpolder, Maassluis Toeschouwers: 300 Scheidsrechter: M. de Bruijn |
| 21 september 2022 20:00 uur |                     |               |                       | Stadion: Sportpark Dijkpolder, Maassluis Toeschouwers: 300 Scheidsrechter: M. de Bruijn |
|                             |                     |               |                       |                                                                                         |

|                             |           |                             |                     |                                                                                     |
| 21 september 2022 20:00 uur | Gemert    | 1 – 2 (1 – 1, 1 – 1) (n.v.) | SV Urk              | Stadion: Sportpark Molenbroek, Gemert Toeschouwers: 900 Scheidsrechter: L. Tissingh |
| 21 september 2022 20:00 uur | Kemper 1' |                             | 25' Nagel 92' Snoek | Stadion: Sportpark Molenbroek, Gemert Toeschouwers: 900 Scheidsrechter: L. Tissingh |
| 21 september 2022 20:00 uur |           |                             |                     | Stadion: Sportpark Molenbroek, Gemert Toeschouwers: 900 Scheidsrechter: L. Tissingh |
| 21 september 2022 20:00 uur |           |                             |                     | Stadion: Sportpark Molenbroek, Gemert Toeschouwers: 900 Scheidsrechter: L. Tissingh |
|                             |           |                             |                     |                                                                                     |

|                             |                                                   |                                        |                                                  |                                                                                       |
| 21 september 2022 20:00 uur | Unitas                                            | 0 – 0 (0 – 0, 0 – 0) (n.v.) 4 – 5 pen. | DEM                                              | Stadion: Sportpark Molenvliet, Gorinchem Toeschouwers: 150 Scheidsrechter: S. Janssen |
| 21 september 2022 20:00 uur |                                                   |                                        |                                                  | Stadion: Sportpark Molenvliet, Gorinchem Toeschouwers: 150 Scheidsrechter: S. Janssen |
| 21 september 2022 20:00 uur | Strafschoppen                                     |                                        |                                                  | Stadion: Sportpark Molenvliet, Gorinchem Toeschouwers: 150 Scheidsrechter: S. Janssen |
| 21 september 2022 20:00 uur | Mutzers Habtemariam Boulamhayan Tilahun Haddouchi |                                        | T. Verswijveren Herraez Gallego Wolters Olf Kaya | Stadion: Sportpark Molenvliet, Gorinchem Toeschouwers: 150 Scheidsrechter: S. Janssen |
|                             |                                                   |                                        |                                                  |                                                                                       |

|                             |             |               |                |                                                                                    |
| 21 september 2022 20:00 uur | GVVV        | 1 – 0 (0 – 0) | Sparta Nijkerk | Stadion: Sportpark Panhuis, Veenendaal Toeschouwers: 900 Scheidsrechter: T. Visser |
| 21 september 2022 20:00 uur | Veenhof 89' |               |                | Stadion: Sportpark Panhuis, Veenendaal Toeschouwers: 900 Scheidsrechter: T. Visser |
| 21 september 2022 20:00 uur |             |               |                | Stadion: Sportpark Panhuis, Veenendaal Toeschouwers: 900 Scheidsrechter: T. Visser |
| 21 september 2022 20:00 uur |             |               |                | Stadion: Sportpark Panhuis, Veenendaal Toeschouwers: 900 Scheidsrechter: T. Visser |
|                             |             |               |                |                                                                                    |

|                             |                                              |                                        |                                        |                                                                                                  |
| 21 september 2022 20:00 uur | HSC '21                                      | 2 – 2 (2 – 2, 1 – 1) (n.v.) 4 – 5 pen. | RKAV Volendam                          | Stadion: Sportpark Groot Scholtenhagen, Haaksbergen Toeschouwers: 400 Scheidsrechter: J. Kuipers |
| 21 september 2022 20:00 uur | De Vries 20' Cenk Uğuz 58'                   |                                        | 16' L. Tol 50' Zwarthoed               | Stadion: Sportpark Groot Scholtenhagen, Haaksbergen Toeschouwers: 400 Scheidsrechter: J. Kuipers |
| 21 september 2022 20:00 uur | Strafschoppen                                |                                        |                                        | Stadion: Sportpark Groot Scholtenhagen, Haaksbergen Toeschouwers: 400 Scheidsrechter: J. Kuipers |
| 21 september 2022 20:00 uur | Ottink Overgoor Schrijver Cenk Uğuz Peterman |                                        | L. Veerman Steur Kroon Plugboer J. Tol | Stadion: Sportpark Groot Scholtenhagen, Haaksbergen Toeschouwers: 400 Scheidsrechter: J. Kuipers |
|                             |                                              |                                        |                                        |                                                                                                  |

|                             |                                                                   |                             |                                      |                                                                                  |
| 21 september 2022 20:00 uur | OFC                                                               | 6 – 2 (2 – 2, 0 – 2) (n.v.) | UDI '19                              | Stadion: Sportpark OFC, Oostzaan Toeschouwers: 100 Scheidsrechter: J. Aafouallah |
| 21 september 2022 20:00 uur | Butter 61', 78' (pen.), 113' Bäly 94' Bare 101' Donald 108', 110' |                             | 28' Van Lankveld 36' (pen.) Van Hout | Stadion: Sportpark OFC, Oostzaan Toeschouwers: 100 Scheidsrechter: J. Aafouallah |
| 21 september 2022 20:00 uur |                                                                   |                             |                                      | Stadion: Sportpark OFC, Oostzaan Toeschouwers: 100 Scheidsrechter: J. Aafouallah |
| 21 september 2022 20:00 uur |                                                                   |                             |                                      | Stadion: Sportpark OFC, Oostzaan Toeschouwers: 100 Scheidsrechter: J. Aafouallah |
|                             |                                                                   |                             |                                      |                                                                                  |

|                             |              |               |                           |                                                                                |
| 21 september 2022 20:00 uur | OSS '20      | 1 – 2 (0 – 0) | Excelsior '31             | Stadion: Sportpark de Rusheuvel, Oss Toeschouwers: 300 Scheidsrechter: N. Boel |
| 21 september 2022 20:00 uur | De Groot 90' |               | 57' Werkhoven 72' Hemmink | Stadion: Sportpark de Rusheuvel, Oss Toeschouwers: 300 Scheidsrechter: N. Boel |
| 21 september 2022 20:00 uur |              |               |                           | Stadion: Sportpark de Rusheuvel, Oss Toeschouwers: 300 Scheidsrechter: N. Boel |
| 21 september 2022 20:00 uur |              |               |                           | Stadion: Sportpark de Rusheuvel, Oss Toeschouwers: 300 Scheidsrechter: N. Boel |
|                             |              |               |                           |                                                                                |

|                             |                 |               |                       |                                                                                     |
| 21 september 2022 20:00 uur | Groene Ster     | 1 – 3 (1 – 1) | Quick                 | Stadion: Sportpark Pronsenbroek, Heerlen Toeschouwers: 350 Scheidsrechter: D. Prick |
| 21 september 2022 20:00 uur | Bo Breukers 14' |               | 18', 52', 79' Haddadi | Stadion: Sportpark Pronsenbroek, Heerlen Toeschouwers: 350 Scheidsrechter: D. Prick |
| 21 september 2022 20:00 uur |                 |               |                       | Stadion: Sportpark Pronsenbroek, Heerlen Toeschouwers: 350 Scheidsrechter: D. Prick |
| 21 september 2022 20:00 uur |                 |               |                       | Stadion: Sportpark Pronsenbroek, Heerlen Toeschouwers: 350 Scheidsrechter: D. Prick |
|                             |                 |               |                       |                                                                                     |

|                             |                                    |               |                                   |                                                                                    |
| 21 september 2022 20:00 uur | SteDoCo                            | 1 – 2 (0 – 2) | Dongen                            | Stadion: Sportpark SteDoCo, Hoornaar Toeschouwers: 200 Scheidsrechter: T. Dogterom |
| 21 september 2022 20:00 uur | Van Zeelst 48' Van Nuland 32', 52' |               | 13' Martens 30' (e.d.) Van Nuland | Stadion: Sportpark SteDoCo, Hoornaar Toeschouwers: 200 Scheidsrechter: T. Dogterom |
| 21 september 2022 20:00 uur |                                    |               |                                   | Stadion: Sportpark SteDoCo, Hoornaar Toeschouwers: 200 Scheidsrechter: T. Dogterom |
| 21 september 2022 20:00 uur |                                    |               |                                   | Stadion: Sportpark SteDoCo, Hoornaar Toeschouwers: 200 Scheidsrechter: T. Dogterom |
|                             |                                    |               |                                   |                                                                                    |

|                             |                            |               |     |                                                                            |
| 21 september 2022 20:00 uur | TEC                        | 1 – 0 (0 – 0) | UNA | Stadion: Sportpark De Lok, Tiel Toeschouwers: 350 Scheidsrechter: S. Spaan |
| 21 september 2022 20:00 uur | El Idrissi 84', 12', 90+1' |               |     | Stadion: Sportpark De Lok, Tiel Toeschouwers: 350 Scheidsrechter: S. Spaan |
| 21 september 2022 20:00 uur |                            |               |     | Stadion: Sportpark De Lok, Tiel Toeschouwers: 350 Scheidsrechter: S. Spaan |
| 21 september 2022 20:00 uur |                            |               |     | Stadion: Sportpark De Lok, Tiel Toeschouwers: 350 Scheidsrechter: S. Spaan |
|                             |                            |               |     |                                                                            |

### Hoofdtoernooi
Aan het hoofdtoernooi doen de volgende clubs mee: de 21 winnaars uit de tweede voorronde, de kampioen van de Tweede divisie (vv Katwijk) en de periodekampioenen (HHC Hardenberg, Koninklijke HFC, Rijnsburgse Boys), aangevuld met 34 betaaldvoetbalclubs.

#### Eerste ronde
De clubs die dit seizoen deelnamen aan een Europees clubtoernooi (Ajax, AZ, Feyenoord, PSV en FC Twente) zijn vrijgesteld voor deze ronde, die eind oktober werd afgewerkt. De amateurverenigingen speelden thuis bij loting tegen een betaaldvoetbalorganisatie. De loting in de ESPN-studio werd op 23 september 2022 verricht door Hans Kraay jr. De wedstrijden van de eerste ronde vonden plaats op 18, 19 en 20 oktober 2022.
|                           |              |               |           |                                                                                        |
| 18 oktober 2022 18:45 uur | FC Eindhoven | 1 – 0 (1 – 0) | Willem II | Stadion: Jan Louwers Stadion, Eindhoven Toeschouwers: 1.612 Scheidsrechter: Van Boekel |
| 18 oktober 2022 18:45 uur | Kökçü 2'     |               |           | Stadion: Jan Louwers Stadion, Eindhoven Toeschouwers: 1.612 Scheidsrechter: Van Boekel |
| 18 oktober 2022 18:45 uur |              |               |           | Stadion: Jan Louwers Stadion, Eindhoven Toeschouwers: 1.612 Scheidsrechter: Van Boekel |
| 18 oktober 2022 18:45 uur |              |               |           | Stadion: Jan Louwers Stadion, Eindhoven Toeschouwers: 1.612 Scheidsrechter: Van Boekel |
|                           |              |               |           |                                                                                        |

|                           |                |               |                                                     |                                                                                  |
| 18 oktober 2022 20:00 uur | Harkemase Boys | 1 – 5 (1 – 2) | FC Volendam                                         | Stadion: Sportpark De Bosk, Harkema Toeschouwers: 3.000 Scheidsrechter: Rozendal |
| 18 oktober 2022 20:00 uur | Margaritha 32' |               | 15' Nazih 43' Mühren 66', 81' El Kadiri 76' Zeefuik | Stadion: Sportpark De Bosk, Harkema Toeschouwers: 3.000 Scheidsrechter: Rozendal |
| 18 oktober 2022 20:00 uur |                |               |                                                     | Stadion: Sportpark De Bosk, Harkema Toeschouwers: 3.000 Scheidsrechter: Rozendal |
| 18 oktober 2022 20:00 uur |                |               |                                                     | Stadion: Sportpark De Bosk, Harkema Toeschouwers: 3.000 Scheidsrechter: Rozendal |
|                           |                |               |                                                     |                                                                                  |

|                           |                                 |                             |                                                        |                                                                             |
| 18 oktober 2022 20:00 uur | HSV Hoek                        | 2 – 4 (2 – 2, 1 – 1) (n.v.) | sc Heerenveen                                          | Stadion: Sportpark Denoek, Hoek Toeschouwers: 3.000 Scheidsrechter: Martens |
| 18 oktober 2022 20:00 uur | Schalkwijk 6' Impens 26' (pen.) |                             | 41' Köhlert 49', 93', 119' Al Hajj 77', 115' Halilović | Stadion: Sportpark Denoek, Hoek Toeschouwers: 3.000 Scheidsrechter: Martens |
| 18 oktober 2022 20:00 uur |                                 |                             |                                                        | Stadion: Sportpark Denoek, Hoek Toeschouwers: 3.000 Scheidsrechter: Martens |
| 18 oktober 2022 20:00 uur |                                 |                             |                                                        | Stadion: Sportpark Denoek, Hoek Toeschouwers: 3.000 Scheidsrechter: Martens |
|                           |                                 |                             |                                                        |                                                                             |

|                           |                  |               |                                        |                                                                                        |
| 18 oktober 2022 20:00 uur | Rijnsburgse Boys | 1 – 3 (0 – 1) | De Graafschap                          | Stadion: Sportpark Middelmors, Rijnsburg Toeschouwers: 1.800 Scheidsrechter: Vereijken |
| 18 oktober 2022 20:00 uur | Van der Moot 69' |               | 39' Gravenberch 62' Yadir 90+2' Neghli | Stadion: Sportpark Middelmors, Rijnsburg Toeschouwers: 1.800 Scheidsrechter: Vereijken |
| 18 oktober 2022 20:00 uur |                  |               |                                        | Stadion: Sportpark Middelmors, Rijnsburg Toeschouwers: 1.800 Scheidsrechter: Vereijken |
| 18 oktober 2022 20:00 uur |                  |               |                                        | Stadion: Sportpark Middelmors, Rijnsburg Toeschouwers: 1.800 Scheidsrechter: Vereijken |
|                           |                  |               |                                        |                                                                                        |

|                           |          |               |                                      |                                                                                |
| 18 oktober 2022 20:00 uur | GVVV     | 1 – 3 (1 – 0) | FC Den Bosch                         | Stadion: Sportpark Panhuis, Veenendaal Toeschouwers: 1.000 Scheidsrechter: Bos |
| 18 oktober 2022 20:00 uur | Spies 2' |               | 47' Van Grunsven 70' Möller 77' Maas | Stadion: Sportpark Panhuis, Veenendaal Toeschouwers: 1.000 Scheidsrechter: Bos |
| 18 oktober 2022 20:00 uur |          |               |                                      | Stadion: Sportpark Panhuis, Veenendaal Toeschouwers: 1.000 Scheidsrechter: Bos |
| 18 oktober 2022 20:00 uur |          |               |                                      | Stadion: Sportpark Panhuis, Veenendaal Toeschouwers: 1.000 Scheidsrechter: Bos |
|                           |          |               |                                      |                                                                                |

|                           |                            |               |                                              |                                                                                   |
| 18 oktober 2022 20:00 uur | Excelsior '31              | 2 – 3 (1 – 1) | ADO Den Haag                                 | Stadion: Sportpark De Koerbelt, Rijssen Toeschouwers: 2.550 Scheidsrechter: Pérez |
| 18 oktober 2022 20:00 uur | Veltkamp 28' Werkhoven 49' |               | 34' (e.d.) De Jong 58' Sellouki 61' Verheydt | Stadion: Sportpark De Koerbelt, Rijssen Toeschouwers: 2.550 Scheidsrechter: Pérez |
| 18 oktober 2022 20:00 uur |                            |               |                                              | Stadion: Sportpark De Koerbelt, Rijssen Toeschouwers: 2.550 Scheidsrechter: Pérez |
| 18 oktober 2022 20:00 uur |                            |               |                                              | Stadion: Sportpark De Koerbelt, Rijssen Toeschouwers: 2.550 Scheidsrechter: Pérez |
|                           |                            |               |                                              |                                                                                   |

|                           |                          |               |         |                                                                            |
| 18 oktober 2022 20:00 uur | Almere City              | 2 – 0 (0 – 0) | TOP Oss | Stadion: Yanmar Stadion, Almere Toeschouwers: 1.417 Scheidsrechter: Higler |
| 18 oktober 2022 20:00 uur | Poll 64' Duijvestijn 70' |               |         | Stadion: Yanmar Stadion, Almere Toeschouwers: 1.417 Scheidsrechter: Higler |
| 18 oktober 2022 20:00 uur |                          |               |         | Stadion: Yanmar Stadion, Almere Toeschouwers: 1.417 Scheidsrechter: Higler |
| 18 oktober 2022 20:00 uur |                          |               |         | Stadion: Yanmar Stadion, Almere Toeschouwers: 1.417 Scheidsrechter: Higler |
|                           |                          |               |         |                                                                            |

|                           |                 |               |         |                                                                                        |
| 18 oktober 2022 20:00 uur | Koninklijke HFC | 0 – 1 (0 – 1) | Telstar | Stadion: Sportpark Spanjaardslaan, Haarlem Toeschouwers: 1.500 Scheidsrechter: Oostrom |
| 18 oktober 2022 20:00 uur |                 | 31' Giousis   |         | Stadion: Sportpark Spanjaardslaan, Haarlem Toeschouwers: 1.500 Scheidsrechter: Oostrom |
| 18 oktober 2022 20:00 uur |                 |               |         | Stadion: Sportpark Spanjaardslaan, Haarlem Toeschouwers: 1.500 Scheidsrechter: Oostrom |
| 18 oktober 2022 20:00 uur |                 |               |         | Stadion: Sportpark Spanjaardslaan, Haarlem Toeschouwers: 1.500 Scheidsrechter: Oostrom |
|                           |                 |               |         |                                                                                        |

|                           |                            |               |           |                                                                             |
| 18 oktober 2022 20:00 uur | SV Urk                     | 2 – 0 (1 – 0) | Staphorst | Stadion: Sportpark De Vormt, Urk Toeschouwers: 2.700 Scheidsrechter: Timmer |
| 18 oktober 2022 20:00 uur | Schraal 45' J. de Boer 88' |               |           | Stadion: Sportpark De Vormt, Urk Toeschouwers: 2.700 Scheidsrechter: Timmer |
| 18 oktober 2022 20:00 uur |                            |               |           | Stadion: Sportpark De Vormt, Urk Toeschouwers: 2.700 Scheidsrechter: Timmer |
| 18 oktober 2022 20:00 uur |                            |               |           | Stadion: Sportpark De Vormt, Urk Toeschouwers: 2.700 Scheidsrechter: Timmer |
|                           |                            |               |           |                                                                             |

|                           |                                                                      |                                        |                                                         |                                                                                           |
| 18 oktober 2022 21:00 uur | Roda JC Kerkrade                                                     | 2 – 2 (2 – 2, 1 – 0) (n.v.) 6 – 7 pen. | Heracles Almelo                                         | Stadion: Parkstad Limburg Stadion, Kerkrade Toeschouwers: 4.528 Scheidsrechter: Gözübüyük |
| 18 oktober 2022 21:00 uur | Postema 27' Hartjes 79'                                              |                                        | 47' Sierra 52' Laursen                                  | Stadion: Parkstad Limburg Stadion, Kerkrade Toeschouwers: 4.528 Scheidsrechter: Gözübüyük |
| 18 oktober 2022 21:00 uur | Strafschoppen                                                        |                                        |                                                         | Stadion: Parkstad Limburg Stadion, Kerkrade Toeschouwers: 4.528 Scheidsrechter: Gözübüyük |
| 18 oktober 2022 21:00 uur | Daneels Vente Van der Heide Limbombe Vossebelt Reith Lambrix Hartjes |                                        | Hoogma Bruns Sonnenberg Schoofs Sierra Rente Bucker Leš | Stadion: Parkstad Limburg Stadion, Kerkrade Toeschouwers: 4.528 Scheidsrechter: Gözübüyük |
|                           |                                                                      |                                        |                                                         |                                                                                           |

|                           |              |                              |              |                                                                                          |
| 19 oktober 2022 18:45 uur | FC Dordrecht | 0 – 3 (0 – 1)                | FC Groningen | Stadion: Matchoholic Stadion, Dordrecht Toeschouwers: 2.611 Scheidsrechter: Van de Graaf |
| 19 oktober 2022 18:45 uur |              | 42', 81' Kasanwirjo 90' Pepi |              | Stadion: Matchoholic Stadion, Dordrecht Toeschouwers: 2.611 Scheidsrechter: Van de Graaf |
| 19 oktober 2022 18:45 uur |              |                              |              | Stadion: Matchoholic Stadion, Dordrecht Toeschouwers: 2.611 Scheidsrechter: Van de Graaf |
| 19 oktober 2022 18:45 uur |              |                              |              | Stadion: Matchoholic Stadion, Dordrecht Toeschouwers: 2.611 Scheidsrechter: Van de Graaf |
|                           |              |                              |              |                                                                                          |

|                           |                         |               |              |                                                                                 |
| 19 oktober 2022 20:00 uur | De Treffers             | 2 – 0 (1 – 0) | RKC Waalwijk | Stadion: Sportpark Zuid, Groesbeek Toeschouwers: 1.400 Scheidsrechter: Lindhout |
| 19 oktober 2022 20:00 uur | Vlijter 17' Campman 67' |               |              | Stadion: Sportpark Zuid, Groesbeek Toeschouwers: 1.400 Scheidsrechter: Lindhout |
| 19 oktober 2022 20:00 uur |                         |               |              | Stadion: Sportpark Zuid, Groesbeek Toeschouwers: 1.400 Scheidsrechter: Lindhout |
| 19 oktober 2022 20:00 uur |                         |               |              | Stadion: Sportpark Zuid, Groesbeek Toeschouwers: 1.400 Scheidsrechter: Lindhout |
|                           |                         |               |              |                                                                                 |

|                           |          |               |           |                                                                                        |
| 19 oktober 2022 20:00 uur | Hercules | 0 – 1 (0 – 0) | NAC Breda | Stadion: Sportcomplex Zoudenbalch, Utrecht Toeschouwers: 1.000 Scheidsrechter: Ruperti |
| 19 oktober 2022 20:00 uur |          | 90+4' Velanas |           | Stadion: Sportcomplex Zoudenbalch, Utrecht Toeschouwers: 1.000 Scheidsrechter: Ruperti |
| 19 oktober 2022 20:00 uur |          |               |           | Stadion: Sportcomplex Zoudenbalch, Utrecht Toeschouwers: 1.000 Scheidsrechter: Ruperti |
| 19 oktober 2022 20:00 uur |          |               |           | Stadion: Sportcomplex Zoudenbalch, Utrecht Toeschouwers: 1.000 Scheidsrechter: Ruperti |
|                           |          |               |           |                                                                                        |

|                           |               |                                       |            |                                                                                |
| 19 oktober 2022 20:00 uur | FC Rijnvogels | 0 – 3 (0 – 0)                         | SC Cambuur | Stadion: Sportpark De Krom, Katwijk Toeschouwers: 1.500 Scheidsrechter: Teuben |
| 19 oktober 2022 20:00 uur |               | 54' Van der Water 71' Smit 90+1' Balk |            | Stadion: Sportpark De Krom, Katwijk Toeschouwers: 1.500 Scheidsrechter: Teuben |
| 19 oktober 2022 20:00 uur |               |                                       |            | Stadion: Sportpark De Krom, Katwijk Toeschouwers: 1.500 Scheidsrechter: Teuben |
| 19 oktober 2022 20:00 uur |               |                                       |            | Stadion: Sportpark De Krom, Katwijk Toeschouwers: 1.500 Scheidsrechter: Teuben |
|                           |               |                                       |            |                                                                                |

|                           |                              |               |               |                                                                                         |
| 19 oktober 2022 20:00 uur | Go Ahead Eagles              | 3 – 1 (3 – 1) | Helmond Sport | Stadion: De Adelaarshorst, Deventer Toeschouwers: 8.023 Scheidsrechter: Van den Kerkhof |
| 19 oktober 2022 20:00 uur | Idzes 7' Rommens 34' Sow 43' |               | 37' Lorentzen | Stadion: De Adelaarshorst, Deventer Toeschouwers: 8.023 Scheidsrechter: Van den Kerkhof |
| 19 oktober 2022 20:00 uur |                              |               |               | Stadion: De Adelaarshorst, Deventer Toeschouwers: 8.023 Scheidsrechter: Van den Kerkhof |
| 19 oktober 2022 20:00 uur |                              |               |               | Stadion: De Adelaarshorst, Deventer Toeschouwers: 8.023 Scheidsrechter: Van den Kerkhof |
|                           |                              |               |               |                                                                                         |

|                           |                                    |               |                                    |                                                                                    |
| 19 oktober 2022 20:00 uur | SV Spakenburg                      | 2 – 1 (0 – 0) | TEC                                | Stadion: Sportpark De Westmaat, Spakenburg Toeschouwers: 1.300 Scheidsrechter: Vos |
| 19 oktober 2022 20:00 uur | Werkman 51' Van den Dam 56' (e.d.) |               | 79' (e.d.) Artien 90+3' El Makrini | Stadion: Sportpark De Westmaat, Spakenburg Toeschouwers: 1.300 Scheidsrechter: Vos |
| 19 oktober 2022 20:00 uur |                                    |               |                                    | Stadion: Sportpark De Westmaat, Spakenburg Toeschouwers: 1.300 Scheidsrechter: Vos |
| 19 oktober 2022 20:00 uur |                                    |               |                                    | Stadion: Sportpark De Westmaat, Spakenburg Toeschouwers: 1.300 Scheidsrechter: Vos |
|                           |                                    |               |                                    |                                                                                    |

|                           |                                            |                                        |                                                   |                                                                                        |
| 19 oktober 2022 20:00 uur | Kozakken Boys                              | 2 – 2 (2 – 2, 1 – 1) (n.v.) 5 – 4 pen. | Vitesse                                           | Stadion: Sportpark De Zwaaier, Werkendam Toeschouwers: 2.200 Scheidsrechter: Nagtegaal |
| 19 oktober 2022 20:00 uur | Hutten 45+2' Van Zundert 82'               |                                        | 15' Białek 67' Kozłowski                          | Stadion: Sportpark De Zwaaier, Werkendam Toeschouwers: 2.200 Scheidsrechter: Nagtegaal |
| 19 oktober 2022 20:00 uur | Strafschoppen                              |                                        |                                                   | Stadion: Sportpark De Zwaaier, Werkendam Toeschouwers: 2.200 Scheidsrechter: Nagtegaal |
| 19 oktober 2022 20:00 uur | Lommers Altintas Van Ingen Stout Ramsteijn |                                        | Kozłowski Tronstad Białek Meulensteen Frederiksen | Stadion: Sportpark De Zwaaier, Werkendam Toeschouwers: 2.200 Scheidsrechter: Nagtegaal |
|                           |                                            |                                        |                                                   |                                                                                        |

|                           |                       |                             |                           |                                                                                    |
| 19 oktober 2022 20:00 uur | ADO '20               | 1 – 2 (1 – 1, 0 – 0) (n.v.) | FC Emmen                  | Stadion: Sportpark De Vlotter, Heemskerk Toeschouwers: 2.500 Scheidsrechter: Blank |
| 19 oktober 2022 20:00 uur | Doesburg 10' Glim 58' |                             | 65' Živković 98' Toufiqui | Stadion: Sportpark De Vlotter, Heemskerk Toeschouwers: 2.500 Scheidsrechter: Blank |
| 19 oktober 2022 20:00 uur |                       |                             |                           | Stadion: Sportpark De Vlotter, Heemskerk Toeschouwers: 2.500 Scheidsrechter: Blank |
| 19 oktober 2022 20:00 uur |                       |                             |                           | Stadion: Sportpark De Vlotter, Heemskerk Toeschouwers: 2.500 Scheidsrechter: Blank |
|                           |                       |                             |                           |                                                                                    |

|                           |                                                                |               |                |                                                                                             |
| 19 oktober 2022 20:00 uur | Excelsior                                                      | 5 – 1 (3 – 0) | MVV Maastricht | Stadion: Van Donge & De Roo Stadion, Rotterdam Toeschouwers: 2.634 Scheidsrechter: Manschot |
| 19 oktober 2022 20:00 uur | Kharchouch 22' (pen.), 53' (pen.) Lamprou 39', 44' Azarkan 49' |               | 65' Kostons    | Stadion: Van Donge & De Roo Stadion, Rotterdam Toeschouwers: 2.634 Scheidsrechter: Manschot |
| 19 oktober 2022 20:00 uur |                                                                |               |                | Stadion: Van Donge & De Roo Stadion, Rotterdam Toeschouwers: 2.634 Scheidsrechter: Manschot |
| 19 oktober 2022 20:00 uur |                                                                |               |                | Stadion: Van Donge & De Roo Stadion, Rotterdam Toeschouwers: 2.634 Scheidsrechter: Manschot |
|                           |                                                                |               |                |                                                                                             |

|                           |                                                |               |                      |                                                                               |
| 19 oktober 2022 21:00 uur | N.E.C.                                         | 3 – 2 (1 – 1) | Fortuna Sittard      | Stadion: Goffertstadion, Nijmegen Toeschouwers: 7.034 Scheidsrechter: Nijhuis |
| 19 oktober 2022 21:00 uur | Navarro 35' (e.d.) El Karouani 47' Marques 74' |               | 11' Bassett 62' Guth | Stadion: Goffertstadion, Nijmegen Toeschouwers: 7.034 Scheidsrechter: Nijhuis |
| 19 oktober 2022 21:00 uur |                                                |               |                      | Stadion: Goffertstadion, Nijmegen Toeschouwers: 7.034 Scheidsrechter: Nijhuis |
| 19 oktober 2022 21:00 uur |                                                |               |                      | Stadion: Goffertstadion, Nijmegen Toeschouwers: 7.034 Scheidsrechter: Nijhuis |
|                           |                                                |               |                      |                                                                               |

|                           |               |                                      |            |                                                                                     |
| 20 oktober 2022 18:45 uur | Sportlust '46 | 0 – 3 (0 – 1)                        | FC Utrecht | Stadion: Sportpark Cromwijck, Woerden Toeschouwers: 3.500 Scheidsrechter: Dieperink |
| 20 oktober 2022 18:45 uur |               | 18', 70' Van de Streek 90+3' Klaiber |            | Stadion: Sportpark Cromwijck, Woerden Toeschouwers: 3.500 Scheidsrechter: Dieperink |
| 20 oktober 2022 18:45 uur |               |                                      |            | Stadion: Sportpark Cromwijck, Woerden Toeschouwers: 3.500 Scheidsrechter: Dieperink |
| 20 oktober 2022 18:45 uur |               |                                      |            | Stadion: Sportpark Cromwijck, Woerden Toeschouwers: 3.500 Scheidsrechter: Dieperink |
|                           |               |                                      |            |                                                                                     |

|                           |              |               |                          |                                                                                       |
| 20 oktober 2022 20:00 uur | Dongen       | 1 – 2 (1 – 0) | VVV-Venlo                | Stadion: Sportpark De Biezen, Dongen Toeschouwers: 1.500 Scheidsrechter: Van der Laan |
| 20 oktober 2022 20:00 uur | Avontuur 12' |               | 74' Verheijen 90' Braken | Stadion: Sportpark De Biezen, Dongen Toeschouwers: 1.500 Scheidsrechter: Van der Laan |
| 20 oktober 2022 20:00 uur |              |               |                          | Stadion: Sportpark De Biezen, Dongen Toeschouwers: 1.500 Scheidsrechter: Van der Laan |
| 20 oktober 2022 20:00 uur |              |               |                          | Stadion: Sportpark De Biezen, Dongen Toeschouwers: 1.500 Scheidsrechter: Van der Laan |
|                           |              |               |                          |                                                                                       |

|                           |                         |               |                |                                                                                     |
| 20 oktober 2022 20:00 uur | VV Katwijk              | 2 – 1 (2 – 0) | DVS '33 Ermelo | Stadion: Sportpark De Krom, Katwijk Toeschouwers: 1.200 Scheidsrechter: Eijgelsheim |
| 20 oktober 2022 20:00 uur | Suleiman 4' Freriks 29' |               | 70' De Wit     | Stadion: Sportpark De Krom, Katwijk Toeschouwers: 1.200 Scheidsrechter: Eijgelsheim |
| 20 oktober 2022 20:00 uur |                         |               |                | Stadion: Sportpark De Krom, Katwijk Toeschouwers: 1.200 Scheidsrechter: Eijgelsheim |
| 20 oktober 2022 20:00 uur |                         |               |                | Stadion: Sportpark De Krom, Katwijk Toeschouwers: 1.200 Scheidsrechter: Eijgelsheim |
|                           |                         |               |                |                                                                                     |

|                           |                 |               |                                               |                                                                                    |
| 20 oktober 2022 20:00 uur | RKAV Volendam   | 2 – 4 (1 – 2) | Quick                                         | Stadion: Sportpark Volendam, Volendam Toeschouwers: 572 Scheidsrechter: W. Wiersma |
| 20 oktober 2022 20:00 uur | L. Tol 44', 66' |               | 9', 55' George 21' Van der Heiden 76' Haddadi | Stadion: Sportpark Volendam, Volendam Toeschouwers: 572 Scheidsrechter: W. Wiersma |
| 20 oktober 2022 20:00 uur |                 |               |                                               | Stadion: Sportpark Volendam, Volendam Toeschouwers: 572 Scheidsrechter: W. Wiersma |
| 20 oktober 2022 20:00 uur |                 |               |                                               | Stadion: Sportpark Volendam, Volendam Toeschouwers: 572 Scheidsrechter: W. Wiersma |
|                           |                 |               |                                               |                                                                                    |

|                           |               |               |                                                              |                                                                               |
| 20 oktober 2022 20:00 uur | DEM           | 1 – 4 (1 – 1) | Blauw Geel '38                                               | Stadion: Sportpark Adrichem, Beverwijk Toeschouwers: 300 Scheidsrechter: Smit |
| 20 oktober 2022 20:00 uur | Daniels 45+2' |               | 42', 69' Van der Zanden 53' Nasser 57' B. van den Nieuwenhof | Stadion: Sportpark Adrichem, Beverwijk Toeschouwers: 300 Scheidsrechter: Smit |
| 20 oktober 2022 20:00 uur |               |               |                                                              | Stadion: Sportpark Adrichem, Beverwijk Toeschouwers: 300 Scheidsrechter: Smit |
| 20 oktober 2022 20:00 uur |               |               |                                                              | Stadion: Sportpark Adrichem, Beverwijk Toeschouwers: 300 Scheidsrechter: Smit |
|                           |               |               |                                                              |                                                                               |

|                           |            |               |                              |                                                                                        |
| 20 oktober 2022 20:00 uur | OFC        | 1 – 3 (1 – 1) | Sparta Rotterdam             | Stadion: Purmersteijn Sportpark, Purmerend Toeschouwers: 1.000 Scheidsrechter: Gansner |
| 20 oktober 2022 20:00 uur | Butter 19' |               | 3' Lokilo 82', 85' Lauritsen | Stadion: Purmersteijn Sportpark, Purmerend Toeschouwers: 1.000 Scheidsrechter: Gansner |
| 20 oktober 2022 20:00 uur |            |               |                              | Stadion: Purmersteijn Sportpark, Purmerend Toeschouwers: 1.000 Scheidsrechter: Gansner |
| 20 oktober 2022 20:00 uur |            |               |                              | Stadion: Purmersteijn Sportpark, Purmerend Toeschouwers: 1.000 Scheidsrechter: Gansner |
|                           |            |               |                              |                                                                                        |

|                           |                 |               |             |                                                                                        |
| 20 oktober 2022 21:00 uur | HHC Hardenberg  | 0 – 1 (0 – 1) | PEC Zwolle  | Stadion: Sportpark De Boshoek, Hardenberg Toeschouwers: 3.084 Scheidsrechter: Kamphuis |
| 20 oktober 2022 21:00 uur | Fatima 24', 57' |               | 24' Vellios | Stadion: Sportpark De Boshoek, Hardenberg Toeschouwers: 3.084 Scheidsrechter: Kamphuis |
| 20 oktober 2022 21:00 uur |                 |               |             | Stadion: Sportpark De Boshoek, Hardenberg Toeschouwers: 3.084 Scheidsrechter: Kamphuis |
| 20 oktober 2022 21:00 uur |                 |               |             | Stadion: Sportpark De Boshoek, Hardenberg Toeschouwers: 3.084 Scheidsrechter: Kamphuis |
|                           |                 |               |             |                                                                                        |

#### Tweede ronde
Ajax, AZ, Feyenoord, PSV en FC Twente stroomden deze ronde in, omdat zij deelnemen of deelnamen aan een Europees clubtoernooi. De loting in de ESPN-studio werd op 22 oktober 2022 verricht door Kaj Ramsteijn, speler van Kozakken Boys. De wedstrijden van de tweede ronde vinden plaats op 10, 11 en 12 januari 2023.
|                           |                            |               |                |                                                                                       |
| 10 januari 2023 18:45 uur | FC Twente                  | 3 – 1 (2 – 0) | Telstar        | Stadion: De Grolsch Veste, Enschede Toeschouwers: 20.000 Scheidsrechter: Van der Eijk |
| 10 januari 2023 18:45 uur | Rots 38', 42' Misidjan 67' |               | 69' Oude Kotte | Stadion: De Grolsch Veste, Enschede Toeschouwers: 20.000 Scheidsrechter: Van der Eijk |
| 10 januari 2023 18:45 uur |                            |               |                | Stadion: De Grolsch Veste, Enschede Toeschouwers: 20.000 Scheidsrechter: Van der Eijk |
| 10 januari 2023 18:45 uur |                            |               |                | Stadion: De Grolsch Veste, Enschede Toeschouwers: 20.000 Scheidsrechter: Van der Eijk |
|                           |                            |               |                |                                                                                       |

|                           |                                   |               |                                |                                                                                        |
| 10 januari 2023 20:00 uur | Kozakken Boys                     | 1 – 3 (0 – 1) | ADO Den Haag                   | Stadion: Sportpark De Zwaaier, Werkendam Toeschouwers: 2.100 Scheidsrechter: Dieperink |
| 10 januari 2023 20:00 uur | Ramsteijn 80' Da Silva Mendes 90' |               | 31', 70' Severina 90+8' Zwarts | Stadion: Sportpark De Zwaaier, Werkendam Toeschouwers: 2.100 Scheidsrechter: Dieperink |
| 10 januari 2023 20:00 uur |                                   |               |                                | Stadion: Sportpark De Zwaaier, Werkendam Toeschouwers: 2.100 Scheidsrechter: Dieperink |
| 10 januari 2023 20:00 uur |                                   |               |                                | Stadion: Sportpark De Zwaaier, Werkendam Toeschouwers: 2.100 Scheidsrechter: Dieperink |
|                           |                                   |               |                                |                                                                                        |

|                           |                                 |                             |              |                                                                                  |
| 10 januari 2023 20:00 uur | NAC Breda                       | 2 – 1 (1 – 1, 0 – 1) (n.v.) | FC Eindhoven | Stadion: Rat Verlegh Stadion, Breda Toeschouwers: 9.138 Scheidsrechter: Manschot |
| 10 januari 2023 20:00 uur | Herrmann 90+1' Besselink 120+1' |                             | 1' Brym      | Stadion: Rat Verlegh Stadion, Breda Toeschouwers: 9.138 Scheidsrechter: Manschot |
| 10 januari 2023 20:00 uur |                                 |                             |              | Stadion: Rat Verlegh Stadion, Breda Toeschouwers: 9.138 Scheidsrechter: Manschot |
| 10 januari 2023 20:00 uur |                                 |                             |              | Stadion: Rat Verlegh Stadion, Breda Toeschouwers: 9.138 Scheidsrechter: Manschot |
|                           |                                 |                             |              |                                                                                  |

|                           |            |               |                                               |                                                                                          |
| 10 januari 2023 20:00 uur | Quick      | 1 – 4 (1 – 3) | De Graafschap                                 | Stadion: Sportpark Nieuw Hanenburg, Den Haag Toeschouwers: 2.250 Scheidsrechter: Gerrets |
| 10 januari 2023 20:00 uur | Massar 22' |               | 2' De Jong 18' Schouten 34' Önal 73' Brittijn | Stadion: Sportpark Nieuw Hanenburg, Den Haag Toeschouwers: 2.250 Scheidsrechter: Gerrets |
| 10 januari 2023 20:00 uur |            |               |                                               | Stadion: Sportpark Nieuw Hanenburg, Den Haag Toeschouwers: 2.250 Scheidsrechter: Gerrets |
| 10 januari 2023 20:00 uur |            |               |                                               | Stadion: Sportpark Nieuw Hanenburg, Den Haag Toeschouwers: 2.250 Scheidsrechter: Gerrets |
|                           |            |               |                                               |                                                                                          |

|                           |                  |               |                          |                                                                                             |
| 10 januari 2023 21:00 uur | Sparta Rotterdam | 1 – 2 (0 – 2) | PSV                      | Stadion: Spartastadion Het Kasteel, Rotterdam Toeschouwers: 9.712 Scheidsrechter: Gözübüyük |
| 10 januari 2023 21:00 uur | Verschueren 61'  |               | 34' Simons 45+1' Madueke | Stadion: Spartastadion Het Kasteel, Rotterdam Toeschouwers: 9.712 Scheidsrechter: Gözübüyük |
| 10 januari 2023 21:00 uur |                  |               |                          | Stadion: Spartastadion Het Kasteel, Rotterdam Toeschouwers: 9.712 Scheidsrechter: Gözübüyük |
| 10 januari 2023 21:00 uur |                  |               |                          | Stadion: Spartastadion Het Kasteel, Rotterdam Toeschouwers: 9.712 Scheidsrechter: Gözübüyük |
|                           |                  |               |                          |                                                                                             |

|                           |                |               |                                                     |                                                                                             |
| 11 januari 2023 18:45 uur | Excelsior      | 1 – 4 (1 – 3) | AZ                                                  | Stadion: Van Donge & De Roo Stadion, Rotterdam Toeschouwers: 4.300 Scheidsrechter: Nijhuijs |
| 11 januari 2023 18:45 uur | Kharchouch 32' |               | 13' Odgaard 35' D. de Wit 39' Karlsson 79' Pavlidis | Stadion: Van Donge & De Roo Stadion, Rotterdam Toeschouwers: 4.300 Scheidsrechter: Nijhuijs |
| 11 januari 2023 18:45 uur |                |               |                                                     | Stadion: Van Donge & De Roo Stadion, Rotterdam Toeschouwers: 4.300 Scheidsrechter: Nijhuijs |
| 11 januari 2023 18:45 uur |                |               |                                                     | Stadion: Van Donge & De Roo Stadion, Rotterdam Toeschouwers: 4.300 Scheidsrechter: Nijhuijs |
|                           |                |               |                                                     |                                                                                             |

|                           |                |               |            |                                                                              |
| 11 januari 2023 20:00 uur | De Treffers    | 1 – 0 (1 – 0) | SC Cambuur | Stadion: Sportpark Zuid, Groesbeek Toeschouwers: 2.300 Scheidsrechter: Kooij |
| 11 januari 2023 20:00 uur | Den Dekker 30' |               |            | Stadion: Sportpark Zuid, Groesbeek Toeschouwers: 2.300 Scheidsrechter: Kooij |
| 11 januari 2023 20:00 uur |                |               |            | Stadion: Sportpark Zuid, Groesbeek Toeschouwers: 2.300 Scheidsrechter: Kooij |
| 11 januari 2023 20:00 uur |                |               |            | Stadion: Sportpark Zuid, Groesbeek Toeschouwers: 2.300 Scheidsrechter: Kooij |
|                           |                |               |            |                                                                              |

|                           |             |                                              |        |                                                                               |
| 11 januari 2023 20:00 uur | Almere City | 0 – 4 (0 – 2)                                | N.E.C. | Stadion: Yanmar Stadion, Almere Toeschouwers: 1.540 Scheidsrechter: Nagtegaal |
| 11 januari 2023 20:00 uur |             | 5' Tannane 43' Tavşan 63' Marques 80' Musaba |        | Stadion: Yanmar Stadion, Almere Toeschouwers: 1.540 Scheidsrechter: Nagtegaal |
| 11 januari 2023 20:00 uur |             |                                              |        | Stadion: Yanmar Stadion, Almere Toeschouwers: 1.540 Scheidsrechter: Nagtegaal |
| 11 januari 2023 20:00 uur |             |                                              |        | Stadion: Yanmar Stadion, Almere Toeschouwers: 1.540 Scheidsrechter: Nagtegaal |
|                           |             |                                              |        |                                                                               |

|                           |                                      |               |             |                                                                                       |
| 11 januari 2023 20:00 uur | sc Heerenveen                        | 2 – 0 (0 – 0) | FC Volendam | Stadion: Abe Lenstra Stadion, Heerenveen Toeschouwers: 10.200 Scheidsrechter: Oostrom |
| 11 januari 2023 20:00 uur | Van Amersfoort 48' Van Hooijdonk 74' |               |             | Stadion: Abe Lenstra Stadion, Heerenveen Toeschouwers: 10.200 Scheidsrechter: Oostrom |
| 11 januari 2023 20:00 uur |                                      |               |             | Stadion: Abe Lenstra Stadion, Heerenveen Toeschouwers: 10.200 Scheidsrechter: Oostrom |
| 11 januari 2023 20:00 uur |                                      |               |             | Stadion: Abe Lenstra Stadion, Heerenveen Toeschouwers: 10.200 Scheidsrechter: Oostrom |
|                           |                                      |               |             |                                                                                       |

|                           |                        |               |                                   |                                                                                      |
| 11 januari 2023 20:00 uur | VVV-Venlo              | 2 – 3 (0 – 2) | FC Emmen                          | Stadion: Covebo Stadion - De Koel -, Venlo Toeschouwers: 3.421 Scheidsrechter: Pérez |
| 11 januari 2023 20:00 uur | Huisman 58' Venema 75' |               | 31' Vlak 34' Diemers 90+4' Araujo | Stadion: Covebo Stadion - De Koel -, Venlo Toeschouwers: 3.421 Scheidsrechter: Pérez |
| 11 januari 2023 20:00 uur |                        |               |                                   | Stadion: Covebo Stadion - De Koel -, Venlo Toeschouwers: 3.421 Scheidsrechter: Pérez |
| 11 januari 2023 20:00 uur |                        |               |                                   | Stadion: Covebo Stadion - De Koel -, Venlo Toeschouwers: 3.421 Scheidsrechter: Pérez |
|                           |                        |               |                                   |                                                                                      |

|                           |              |                      |      |                                                                                               |
| 11 januari 2023 21:00 uur | FC Den Bosch | 0 – 2 (0 – 1)        | Ajax | Stadion: Stadion De Vliert, 's-Hertogenbosch Toeschouwers: 6.500 Scheidsrechter: Van de Graaf |
| 11 januari 2023 21:00 uur |              | 20' Tadić 52' Taylor |      | Stadion: Stadion De Vliert, 's-Hertogenbosch Toeschouwers: 6.500 Scheidsrechter: Van de Graaf |
| 11 januari 2023 21:00 uur |              |                      |      | Stadion: Stadion De Vliert, 's-Hertogenbosch Toeschouwers: 6.500 Scheidsrechter: Van de Graaf |
| 11 januari 2023 21:00 uur |              |                      |      | Stadion: Stadion De Vliert, 's-Hertogenbosch Toeschouwers: 6.500 Scheidsrechter: Van de Graaf |
|                           |              |                      |      |                                                                                               |

|                           |                 |               |                 |                                                                              |
| 12 januari 2023 18:45 uur | Heracles Almelo | 0 – 1 (0 – 1) | Go Ahead Eagles | Stadion: Erve Asito, Almelo Toeschouwers: 9.647 Scheidsrechter: Van der Laan |
| 12 januari 2023 18:45 uur |                 | 47' Lidberg   |                 | Stadion: Erve Asito, Almelo Toeschouwers: 9.647 Scheidsrechter: Van der Laan |
| 12 januari 2023 18:45 uur |                 |               |                 | Stadion: Erve Asito, Almelo Toeschouwers: 9.647 Scheidsrechter: Van der Laan |
| 12 januari 2023 18:45 uur |                 |               |                 | Stadion: Erve Asito, Almelo Toeschouwers: 9.647 Scheidsrechter: Van der Laan |
|                           |                 |               |                 |                                                                              |

|                           |                           |               |                                             |                                                                                                |
| 12 januari 2023 20:00 uur | Blauw Geel '38            | 1 – 3 (0 – 3) | FC Utrecht                                  | Stadion: Prins Willem Alexander Sportpark, Veghel Toeschouwers: 2.991 Scheidsrechter: Kamphuis |
| 12 januari 2023 20:00 uur | B. van den Nieuwenhof 69' |               | 2' Van de Streek 32' Toornstra 42' Douvikas | Stadion: Prins Willem Alexander Sportpark, Veghel Toeschouwers: 2.991 Scheidsrechter: Kamphuis |
| 12 januari 2023 20:00 uur |                           |               |                                             | Stadion: Prins Willem Alexander Sportpark, Veghel Toeschouwers: 2.991 Scheidsrechter: Kamphuis |
| 12 januari 2023 20:00 uur |                           |               |                                             | Stadion: Prins Willem Alexander Sportpark, Veghel Toeschouwers: 2.991 Scheidsrechter: Kamphuis |
|                           |                           |               |                                             |                                                                                                |

|                           |                    |               |                                                     |                                                                           |
| 12 januari 2023 20:00 uur | FC Groningen       | 2 – 3 (0 – 2) | SV Spakenburg                                       | Stadion: Euroborg, Groningen Toeschouwers: 8.356 Scheidsrechter: Makkelie |
| 12 januari 2023 20:00 uur | Dankerlui 77', 84' |               | 10' Koelewijn 31' (pen.), 69' (pen.) Van der Linden | Stadion: Euroborg, Groningen Toeschouwers: 8.356 Scheidsrechter: Makkelie |
| 12 januari 2023 20:00 uur |                    |               |                                                     | Stadion: Euroborg, Groningen Toeschouwers: 8.356 Scheidsrechter: Makkelie |
| 12 januari 2023 20:00 uur |                    |               |                                                     | Stadion: Euroborg, Groningen Toeschouwers: 8.356 Scheidsrechter: Makkelie |
|                           |                    |               |                                                     |                                                                           |

|                           |        |                                    |            |                                                                               |
| 12 januari 2023 20:00 uur | SV Urk | 0 – 3 (0 – 1)                      | VV Katwijk | Stadion: Sportpark De Vormt, Urk Toeschouwers: 3.000 Scheidsrechter: Hensgens |
| 12 januari 2023 20:00 uur |        | 6' Freriks 73' Van Mil 89' Mercera |            | Stadion: Sportpark De Vormt, Urk Toeschouwers: 3.000 Scheidsrechter: Hensgens |
| 12 januari 2023 20:00 uur |        |                                    |            | Stadion: Sportpark De Vormt, Urk Toeschouwers: 3.000 Scheidsrechter: Hensgens |
| 12 januari 2023 20:00 uur |        |                                    |            | Stadion: Sportpark De Vormt, Urk Toeschouwers: 3.000 Scheidsrechter: Hensgens |
|                           |        |                                    |            |                                                                               |

|                           |                             |               |               |                                                                             |
| 12 januari 2023 21:00 uur | Feyenoord                   | 3 – 1 (2 – 1) | PEC Zwolle    | Stadion: De Kuip, Rotterdam Toeschouwers: 30.000 Scheidsrechter: Van Boekel |
| 12 januari 2023 21:00 uur | Wieffer 29' Danilo 34', 56' |               | 3' Međunjanin | Stadion: De Kuip, Rotterdam Toeschouwers: 30.000 Scheidsrechter: Van Boekel |
| 12 januari 2023 21:00 uur |                             |               |               | Stadion: De Kuip, Rotterdam Toeschouwers: 30.000 Scheidsrechter: Van Boekel |
| 12 januari 2023 21:00 uur |                             |               |               | Stadion: De Kuip, Rotterdam Toeschouwers: 30.000 Scheidsrechter: Van Boekel |
|                           |                             |               |               |                                                                             |

#### Achtste finales
De wedstrijden van de achtste finales vonden plaats op 7, 8 en 9 februari 2023. De loting hiervoor werd op zaterdag 14 januari 2023 verricht in de ESPN-studio door Floris van der Linden, speler van SV Spakenburg, en Willem den Dekker, speler van De Treffers.
|                           |                                  |                             |                         |                                                                              |
| 7 februari 2023 18:45 uur | AZ                               | 1 – 2 (1 – 1, 0 – 0) (n.v.) | FC Utrecht              | Stadion: AFAS Stadion, Alkmaar Toeschouwers: 10.214 Scheidsrechter: Kamphuis |
| 7 februari 2023 18:45 uur | Karlsson 86' (pen.) Karlsson 87' | Verslag                     | 58' Viergever 93' Maeda | Stadion: AFAS Stadion, Alkmaar Toeschouwers: 10.214 Scheidsrechter: Kamphuis |
| 7 februari 2023 18:45 uur |                                  |                             |                         | Stadion: AFAS Stadion, Alkmaar Toeschouwers: 10.214 Scheidsrechter: Kamphuis |
| 7 februari 2023 18:45 uur |                                  |                             |                         | Stadion: AFAS Stadion, Alkmaar Toeschouwers: 10.214 Scheidsrechter: Kamphuis |
|                           |                                  |                             |                         |                                                                              |

|                           |                                 |               |             |                                                                                     |
| 7 februari 2023 20:00 uur | De Graafschap                   | 3 – 0 (0 – 0) | De Treffers | Stadion: De Vijverberg, Doetinchem Toeschouwers: 8.075 Scheidsrechter: Van der Eijk |
| 7 februari 2023 20:00 uur | Önal 49' Korte 57' Benschop 77' | Verslag       |             | Stadion: De Vijverberg, Doetinchem Toeschouwers: 8.075 Scheidsrechter: Van der Eijk |
| 7 februari 2023 20:00 uur |                                 |               |             | Stadion: De Vijverberg, Doetinchem Toeschouwers: 8.075 Scheidsrechter: Van der Eijk |
| 7 februari 2023 20:00 uur |                                 |               |             | Stadion: De Vijverberg, Doetinchem Toeschouwers: 8.075 Scheidsrechter: Van der Eijk |
|                           |                                 |               |             |                                                                                     |

|                           |           |               |                          |                                                                              |
| 7 februari 2023 21:00 uur | NAC Breda | 1 – 2 (1 – 1) | sc Heerenveen            | Stadion: Rat Verlegh Stadion, Breda Toeschouwers: 10.000 Scheidsrechter: Bos |
| 7 februari 2023 21:00 uur | Boere 16' | Verslag       | 45+1', 53' Van Hooijdonk | Stadion: Rat Verlegh Stadion, Breda Toeschouwers: 10.000 Scheidsrechter: Bos |
| 7 februari 2023 21:00 uur |           |               |                          | Stadion: Rat Verlegh Stadion, Breda Toeschouwers: 10.000 Scheidsrechter: Bos |
| 7 februari 2023 21:00 uur |           |               |                          | Stadion: Rat Verlegh Stadion, Breda Toeschouwers: 10.000 Scheidsrechter: Bos |
|                           |           |               |                          |                                                                              |

|                           |                                 |               |             |                                                                                  |
| 8 februari 2023 18:45 uur | PSV                             | 3 – 1 (2 – 0) | FC Emmen    | Stadion: Philips Stadion, Eindhoven Toeschouwers: 29.802 Scheidsrechter: Oostrom |
| 8 februari 2023 18:45 uur | Branthwaite 7', 14' De Jong 76' | Verslag       | 48' Diemers | Stadion: Philips Stadion, Eindhoven Toeschouwers: 29.802 Scheidsrechter: Oostrom |
| 8 februari 2023 18:45 uur |                                 |               |             | Stadion: Philips Stadion, Eindhoven Toeschouwers: 29.802 Scheidsrechter: Oostrom |
| 8 februari 2023 18:45 uur |                                 |               |             | Stadion: Philips Stadion, Eindhoven Toeschouwers: 29.802 Scheidsrechter: Oostrom |
|                           |                                 |               |             |                                                                                  |

|                           |                                           |                                        |                              |                                                                                        |
| 8 februari 2023 20:00 uur | SV Spakenburg                             | 1 – 1 (1 – 1, 1 – 0) (n.v.) 4 – 1 pen. | VV Katwijk                   | Stadion: Sportpark De Westmaat, Spakenburg Toeschouwers: 3.689 Scheidsrechter: Nijhuis |
| 8 februari 2023 20:00 uur | Van der Linden 36'                        | Verslag                                | 60' Van Mil                  | Stadion: Sportpark De Westmaat, Spakenburg Toeschouwers: 3.689 Scheidsrechter: Nijhuis |
| 8 februari 2023 20:00 uur | Strafschoppen                             |                                        |                              | Stadion: Sportpark De Westmaat, Spakenburg Toeschouwers: 3.689 Scheidsrechter: Nijhuis |
| 8 februari 2023 20:00 uur | Van der Linden Van Lopik Volkert Admiraal |                                        | Freriks Van der Meer Schulte | Stadion: Sportpark De Westmaat, Spakenburg Toeschouwers: 3.689 Scheidsrechter: Nijhuis |
|                           |                                           |                                        |                              |                                                                                        |

|                           |                                                  |                                        |                                                      |                                                                            |
| 8 februari 2023 21:00 uur | Feyenoord                                        | 4 – 4 (2 – 2, 0 – 2) (n.v.) 5 – 3 pen. | N.E.C.                                               | Stadion: De Kuip, Rotterdam Toeschouwers: 25.360 Scheidsrechter: Dieperink |
| 8 februari 2023 21:00 uur | Kökçü 90' Paixão 90+2' Giménez 98' Dilrosun 116' | Verslag                                | 33' Verdonk 44' Marques 89' Sandler 96', 118' Bruijn | Stadion: De Kuip, Rotterdam Toeschouwers: 25.360 Scheidsrechter: Dieperink |
| 8 februari 2023 21:00 uur | Strafschoppen                                    |                                        |                                                      | Stadion: De Kuip, Rotterdam Toeschouwers: 25.360 Scheidsrechter: Dieperink |
| 8 februari 2023 21:00 uur | Kökçü Giménez Hancko Idrissi Paixão              |                                        | Cissoko Proper Kramer Bronkhorst                     | Stadion: De Kuip, Rotterdam Toeschouwers: 25.360 Scheidsrechter: Dieperink |
|                           |                                                  |                                        |                                                      |                                                                            |

|                           |           |               |           |                                                                                   |
| 9 februari 2023 18:45 uur | FC Twente | 0 – 1 (0 – 0) | Ajax      | Stadion: De Grolsch Veste, Enschede Toeschouwers: 29.500 Scheidsrechter: Makkelie |
| 9 februari 2023 18:45 uur |           | Verslag       | 70' Kudus | Stadion: De Grolsch Veste, Enschede Toeschouwers: 29.500 Scheidsrechter: Makkelie |
| 9 februari 2023 18:45 uur |           |               |           | Stadion: De Grolsch Veste, Enschede Toeschouwers: 29.500 Scheidsrechter: Makkelie |
| 9 februari 2023 18:45 uur |           |               |           | Stadion: De Grolsch Veste, Enschede Toeschouwers: 29.500 Scheidsrechter: Makkelie |
|                           |           |               |           |                                                                                   |

|                           |              |               |                 |                                                                                     |
| 9 februari 2023 21:00 uur | ADO Den Haag | 1 – 0 (0 – 0) | Go Ahead Eagles | Stadion: Bingoal Stadion, Den Haag Toeschouwers: 6.625 Scheidsrechter: Van de Graaf |
| 9 februari 2023 21:00 uur | Zwarts 70'   | Verslag       |                 | Stadion: Bingoal Stadion, Den Haag Toeschouwers: 6.625 Scheidsrechter: Van de Graaf |
| 9 februari 2023 21:00 uur |              |               |                 | Stadion: Bingoal Stadion, Den Haag Toeschouwers: 6.625 Scheidsrechter: Van de Graaf |
| 9 februari 2023 21:00 uur |              |               |                 | Stadion: Bingoal Stadion, Den Haag Toeschouwers: 6.625 Scheidsrechter: Van de Graaf |
|                           |              |               |                 |                                                                                     |

#### Kwartfinales
De wedstrijden van de kwartfinales vonden plaats op 28 februari en 1 en 2 maart 2023. De loting hiervoor werd op zaterdag 11 februari 2023 verricht in de ESPN-studio door Alessandro Damen, keeper van SV Spakenburg. Vanaf deze ronde werd er gebruikgemaakt van een video-assistent (VAR) en  een assistent videoscheidsrechter (AVAR).
|                            |              |               |                                                     | |
| 28 februari 2023 20:00 uur | FC Utrecht   | 1 – 4 (0 – 1) | SV Spakenburg                                       | Stadion: Stadion Galgenwaard, Utrecht Toeschouwers: 21.733 Scheidsrechter: Van den Kerkhof Video-assistent: Blank AVAR: Frijn |
| 28 februari 2023 20:00 uur | Douvikas 64' | Verslag       | 12' Vink 59' Admiraal 66' Artien 74' Van der Linden | Stadion: Stadion Galgenwaard, Utrecht Toeschouwers: 21.733 Scheidsrechter: Van den Kerkhof Video-assistent: Blank AVAR: Frijn |
| 28 februari 2023 20:00 uur |              |               |                                                     | Stadion: Stadion Galgenwaard, Utrecht Toeschouwers: 21.733 Scheidsrechter: Van den Kerkhof Video-assistent: Blank AVAR: Frijn |
| 28 februari 2023 20:00 uur |              |               |                                                     | Stadion: Stadion Galgenwaard, Utrecht Toeschouwers: 21.733 Scheidsrechter: Van den Kerkhof Video-assistent: Blank AVAR: Frijn |
|                            |              |               |                                                     | |

|                        |               |               |             | |
| 1 maart 2023 20:00 uur | sc Heerenveen | 0 – 1 (0 – 0) | Feyenoord   | Stadion: Abe Lenstra Stadion, Heerenveen Toeschouwers: 12.943 Scheidsrechter: Van Boekel Video-assistent: Kamphuis AVAR: Balder |
| 1 maart 2023 20:00 uur |               | Verslag       | 80' Giménez | Stadion: Abe Lenstra Stadion, Heerenveen Toeschouwers: 12.943 Scheidsrechter: Van Boekel Video-assistent: Kamphuis AVAR: Balder |
| 1 maart 2023 20:00 uur |               |               |             | Stadion: Abe Lenstra Stadion, Heerenveen Toeschouwers: 12.943 Scheidsrechter: Van Boekel Video-assistent: Kamphuis AVAR: Balder |
| 1 maart 2023 20:00 uur |               |               |             | Stadion: Abe Lenstra Stadion, Heerenveen Toeschouwers: 12.943 Scheidsrechter: Van Boekel Video-assistent: Kamphuis AVAR: Balder |
|                        |               |               |             | |

|                        |                                  |               |              | |
| 2 maart 2023 18:45 uur | PSV                              | 3 – 1 (2 – 0) | ADO Den Haag | Stadion: Philips Stadion, Eindhoven Toeschouwers: 27.003 Scheidsrechter: Nijhuis Video-assistent: Makkelie AVAR: Zeinstra |
| 2 maart 2023 18:45 uur | Bakayoko 13' Til 21' Sangaré 55' | Verslag       | 56' Sellouki | Stadion: Philips Stadion, Eindhoven Toeschouwers: 27.003 Scheidsrechter: Nijhuis Video-assistent: Makkelie AVAR: Zeinstra |
| 2 maart 2023 18:45 uur |                                  |               |              | Stadion: Philips Stadion, Eindhoven Toeschouwers: 27.003 Scheidsrechter: Nijhuis Video-assistent: Makkelie AVAR: Zeinstra |
| 2 maart 2023 18:45 uur |                                  |               |              | Stadion: Philips Stadion, Eindhoven Toeschouwers: 27.003 Scheidsrechter: Nijhuis Video-assistent: Makkelie AVAR: Zeinstra |
|                        |                                  |               |              | |

|                        |               |               |                                      | |
| 2 maart 2023 21:00 uur | De Graafschap | 0 – 3 (0 – 2) | Ajax                                 | Stadion: De Vijverberg, Doetinchem Toeschouwers: 12.500 Scheidsrechter: Lindhout Video-assistent: Oostrom AVAR: Diks |
| 2 maart 2023 21:00 uur |               | Verslag       | 13' Sánchez 26' Bergwijn 78' Brobbey | Stadion: De Vijverberg, Doetinchem Toeschouwers: 12.500 Scheidsrechter: Lindhout Video-assistent: Oostrom AVAR: Diks |
| 2 maart 2023 21:00 uur |               |               |                                      | Stadion: De Vijverberg, Doetinchem Toeschouwers: 12.500 Scheidsrechter: Lindhout Video-assistent: Oostrom AVAR: Diks |
| 2 maart 2023 21:00 uur |               |               |                                      | Stadion: De Vijverberg, Doetinchem Toeschouwers: 12.500 Scheidsrechter: Lindhout Video-assistent: Oostrom AVAR: Diks |
|                        |               |               |                                      | |

#### Halve finales
De wedstrijden van de halve finales vinden plaats op 4 en 5 april 2023. De loting hiervoor werd op zaterdag 4 maart 2023 verricht in de ESPN-studio door Masies Artien, speler van SV Spakenburg. De winnaar van de wedstrijd tussen Feyenoord en Ajax werd als 'thuisspelende' club bij de finale in De Kuip benoemd.
SV Spakenburg was de derde amateurclub in de halve finale sinds de invoering van het profvoetbal in 1954.
|                        |               |               |                               | |
| 4 april 2023 20:00 uur | SV Spakenburg | 1 – 2 (0 – 1) | PSV                           | Stadion: Sportpark De Westmaat, Spakenburg Toeschouwers: 6.300 Scheidsrechter: Manschot Video-assistent: Kamphuis AVAR: Inia |
| 4 april 2023 20:00 uur | Green 59'     | Verslag       | 43' Gutiérrez 46' Van Aanholt | Stadion: Sportpark De Westmaat, Spakenburg Toeschouwers: 6.300 Scheidsrechter: Manschot Video-assistent: Kamphuis AVAR: Inia |
| 4 april 2023 20:00 uur |               |               |                               | Stadion: Sportpark De Westmaat, Spakenburg Toeschouwers: 6.300 Scheidsrechter: Manschot Video-assistent: Kamphuis AVAR: Inia |
| 4 april 2023 20:00 uur |               |               |                               | Stadion: Sportpark De Westmaat, Spakenburg Toeschouwers: 6.300 Scheidsrechter: Manschot Video-assistent: Kamphuis AVAR: Inia |
|                        |               |               |                               | |

|                        |               |               |                                          | |
| 5 april 2023 20:00 uur | Feyenoord     | 1 – 2 (1 – 1) | Ajax                                     | Stadion: De Kuip, Rotterdam Toeschouwers: 47.500 Scheidsrechter: Lindhout Video-assistent: Van Boekel AVAR: Diks |
| 5 april 2023 20:00 uur | Giménez 45+2' | Verslag       | Tadić 14' Klaassen 51' Taylor 38', 90+6' | Stadion: De Kuip, Rotterdam Toeschouwers: 47.500 Scheidsrechter: Lindhout Video-assistent: Van Boekel AVAR: Diks |
| 5 april 2023 20:00 uur |               |               |                                          | Stadion: De Kuip, Rotterdam Toeschouwers: 47.500 Scheidsrechter: Lindhout Video-assistent: Van Boekel AVAR: Diks |
| 5 april 2023 20:00 uur |               |               |                                          | Stadion: De Kuip, Rotterdam Toeschouwers: 47.500 Scheidsrechter: Lindhout Video-assistent: Van Boekel AVAR: Diks |
|                        |               |               |                                          | |

#### Finale
|                         |                                    |                       |                                       | |
| 30 april 2023 18:00 uur | Ajax                               | 1 – 1 n.v. 2 – 3 pen. | PSV                                   | Stadion: De Kuip, Rotterdam Toeschouwers: 40.650 Scheidsrechter: Higler Assistenten: Van Zuilen Assistenten: Diks Vierde official: Van der Eijk Video-assistent: Dieperink AVAR: Vandeursen |
| 30 april 2023 18:00 uur | Branthwaite 42' (e.d.)             |                       | 67' Hazard                            | Stadion: De Kuip, Rotterdam Toeschouwers: 40.650 Scheidsrechter: Higler Assistenten: Van Zuilen Assistenten: Diks Vierde official: Van der Eijk Video-assistent: Dieperink AVAR: Vandeursen |
| 30 april 2023 18:00 uur | Strafschoppen                      |                       |                                       | Stadion: De Kuip, Rotterdam Toeschouwers: 40.650 Scheidsrechter: Higler Assistenten: Van Zuilen Assistenten: Diks Vierde official: Van der Eijk Video-assistent: Dieperink AVAR: Vandeursen |
| 30 april 2023 18:00 uur | Tadić Brobbey Timber Godts Álvarez |                       | Hazard Ramalho Sangaré El Ghazi Silva | Stadion: De Kuip, Rotterdam Toeschouwers: 40.650 Scheidsrechter: Higler Assistenten: Van Zuilen Assistenten: Diks Vierde official: Van der Eijk Video-assistent: Dieperink AVAR: Vandeursen |
|                         |                                    |                       |                                       | |